# Michael Shapiro

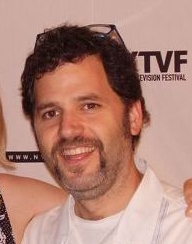

Michael Shapiro é um dublador estadunidense. Dublou Barney Calhoun e G-Man, nos jogos de computador Half-Life, Half-Life: Opposing Force, Half-Life: Blue Shift, Half-Life: Decay, Half-Life 2, Half-Life 2: Episode One, Half-Life 2: Episode Two e Half-Life: Alyx.